# Cacatua tenuirostris
La corella beccolungo (Cacatua tenuirostris (Kuhl, 1820)) è un uccello della famiglia dei Cacatuidi, originario dell'Australia.
Questa specie è prevalentemente di colore bianco con delle macchie rosse che contornano gli occhi, ha un becco pallido e piuttosto appuntito (in confronto a quello dei più comuni cacatua), che utilizza per rompere semi e scavare radici. Ha il petto roseo.

## Tassonomia
La corella beccolungo è una specie monotipica. Il primo a scoprire la specie fu il naturalista tedesco Heinrich Kuhl nel 1820. È una delle numerose specie di cacatua, il nome comune è corella il nome scientifico è licmetis.

## Descrizione
Il corella beccolungo adulto misura dai 38 ai 41 cm di lunghezza, ha un'apertura alare di circa 80–90 cm e pesa in media 565 g.
Ha un lungo becco appuntito e le palpebre bluastre. Il colore predominante del piumaggio è il bianco, e il rosso nel petto e attorno agli occhi. La parte inferiore delle ali e la coda sono di colore giallo chiaro.

## Distribuzione e habitat
La corella beccolungo si trova nei pressi della parte occidentale di Victoria e nella parte meridionale di Nuovo Galles del Sud. Alcuni esemplari sono tornati in libertà dalla cattività quando sono stati liberati a Sydney, Perth, Hobart e a sud-est di Queensland. Per via di questi imprevisti ora nella parte occidentale della Australia ci sono molte specie ibride nate dall'accoppiamento della corella beccolungo con la corella occidentale. Negli ultimi 15 anni questa specie è diventata molto comune nei dintorni di Melbourne.